# Apótema

Exemplo de apótema de um hexágono.

O Apótema (ou o apotegma) de um polígono regular é a designação dada ao segmento de reta com extremidades no centro geométrico da figura e em um lado do polígono regular tal que o mesmo seja perpendicular a esse lado. Dado que a distância mínima do centro a um dos lados é medida ao longo do apótema, esta designação é por vezes usada, embora incorretamente, para designar esse segmento (o apótema é um segmento de reta, e não a distância).

## Explicação
Dadas as propriedades geométricas de um polígono regular, o apótema pode também ser definido como o segmento de reta que une o centro do polígono ao ponto central de um dos seus lados. O comprimento do apótema é também o raio do círculo que pode ser inscrito no polígono. Pela mesma lógica, para um dado círculo e corda, o apótema é o segmento de reta ao longo do qual se mede a distância entre o ponto médio da corda e o centro do círculo.

## Fórmula
Num polígono regular qualquer com n lados, com comprimento do apótema a, raio do círculo circunscrito r, e comprimento de um dos lados l, tem-se que:
{\displaystyle a={\frac {l}{2\tan(\pi /n)}}=r\cos(\pi /n).}

## Geometria euclidiana tridimensional
Em objetos de três dimensões o apótema assume as seguintes características:
1. Num cone ou tronco de cone, a própria geratriz ('reta', 'curva');
2. Num tronco de pirâmide, altura de qualquer um dos trapézios isósceles que constituem a sua superfície lateral;
3. Numa pirâmide regular, altura de qualquer triângulo que pertence à sua superfície lateral.

## Etimologia
A palavra apótema deriva do francês apothème (1751), neologismo criado a partir do radical apoth- (de apóthesis), significando acção de colocar ao lado, de depositar, com influência do grego hypóthema, base, para o sufixo -ema (f. hist. 1789 apotema).